# Aspius vorax
Aspius vorax is een straalvinnige vissensoort uit de familie van de eigenlijke karpers (Cyprinidae). De wetenschappelijke naam van de soort is voor het eerst geldig gepubliceerd in 1843 door Johann Jakob Heckel.
A. vorax werd in 1836 verzameld in de Tigris bij Mosoel (Syrië) tijdens een wetenschappelijke reis van de geoloog Joseph Russegger. De soortnaam vorax betekent "gulzig" en verwijst naar de naam die de plaatselijke bewoners gebruikten, door Heckel geschreven als Kaschschasch wat zoveel zou betekenen als "veelvraat". Heckel vermeldde ook dat de vis een lekkernij was voor de plaatselijke bevolking.